# Olšina (Moldau)
Die Olšina (deutsch Olschbach) ist ein linker Zufluss der Moldau/Vltava in Tschechien. Sein gesamter Lauf führt in südliche Richtung.

## Verlauf
Die Olšina entspringt zwei Kilometer südlich des Chlum (Großer Chumberg, 1191 m n.m.) auf dem Truppenübungsplatz Boletice im Böhmerwaldvorland. Ihre Quelle liegt am westlichen Fuße des U Kostela (Andreasberg, 1010 m n.m.) in einem Sumpfgebiet zwischen den Wüstungen Ondřejov (Andreasberg) und Starý Ondřejov (Alt Andreasberg). An seinem vorbei an den Wüstungen Vitěšovičtí Uhlíři (Kriebaumkollern) und Račín (Ratschin) nach Süden führenden Oberlauf bildet der Bach zwischen dem Kamenitý vrch (Heinrichs Steinwand, 1039 m n.m.), Nad Myslivnou (1006 m n.m.) und dem Kmet (Altenberg, 997 m n.m.) ein tiefes Tal. Danach durchfließt die Olšina die Wüstung Jablonec (Ogfolderhaid). Ihr weiterer Lauf führt vorbei an der Wüstung Bozdova Lhota (Hundshaberstift) und der Siedlung Otice (Ottetstift) am westlichen Fuße der Závora (865 m n.m.) in mehreren Bacharmen durch ein sumpfiges und immer breiter werdendes Tal. Östlich der Wüstung U Riedla (Riedelhütte) fließt der Bach in den Teich Olšina.
Zwischen Olšina (Langenbruck) und Baštýřské Chalupy verlässt die Olšina den gleichnamigen Teich und zugleich auch das Gelände des Truppenübungsplatzes. Der mäandrierende Unterlauf der Olšina führt bis Olšov (Olschhof), wo der Bach zunächst in einen kleinen Teich und dann nach zwölf Kilometern im Stausee Lipno in die Moldau mündet. Auf diesem Abschnitt verläuft die Bahnstrecke České Budějovice–Černý Kříž zwischen den Haltepunkten Hodňov und Žlábek linksseitig der Olšina und überbrückt den Bach kurz vor seiner Mündung.
Bis zur Aufstauung der Moldau im Jahre 1958 verlief der Unterlauf der Olšina bei Olšov auf einer Länge von sechs Kilometern zunächst weiter nach Süden und führte schließlich mit südwestlicher Richtung an Černá v Pošumaví vorbei. Das überflutete Tal bildet heute die Olšina-Bucht des Lipnostausees. Die ursprüngliche Mündung der Olšina in die Moldau lag vier Kilometer südwestlich der heutigen. Sie befand sich südöstlich von Rybářské Domky (Fischerhäuser); der alte Mündungspunkt⊙ liegt heute einen reichlichen Kilometer südöstlich der Insel Tajvan auf dem Grund des Moldaustausees.

## Zuflüsse
- Květenský potok (Ratschinbach), r, bei Račín
- Špičák (Grünbach), r, in Jablonec
- Loutecký potok (Reithbach), l, bei Otice
- Mokrá, l, im Teich Olšina
- Černý potok (Schwarzbach), l, bei Černá v Pošumaví, mündet seit 1958 im Lipnostausee in die Moldau